# Regeringen Christensen I
Regeringen Christensen l var Danmarks regering 14. januar 1905 – 24. juli 1908.
Ændringer: 6. april 1908,
Den bestod af følgende ministre:
- Konseilspræsident og Forsvarsminister: J.C. Christensen
- Udenrigsminister: F.C.O. Raben-Levetzau
- Finansminister:

Vilhelm Herman Lassen til sin død 6. april 1908, derefter
J.C. Christensen til 24. juli 1908
- Indenrigsminister: Sigurd Berg
- Justitsminister:

P.A. Alberti
- Minister for Kirke- og Undervisningsvæsenet: Enevold Sørensen
- Minister for offentlige arbejder:

Svend Høgsbro
- Landbrugsminister: Ole Hansen
- Minister for Island: Hannes Hafstein